# Ескі-Яккабаг
Ескі-Яккабаг (узб. Eski Yakkabog’, Эски Яккабоғ) — міське селище в Узбекистані, у Яккабазькому районі Кашкадар'їнської області.
Населення 10,8 тис. мешканців (2004).
Статус міського селища з 1989 року.